# Nathan Sobey
Pour les articles homonymes, voir Sobey.
Nathan Sobey est un joueur australien de basket-ball né le 14 juillet 1990 à Warrnambool. Il a remporté la médaille de bronze du tournoi masculin aux Jeux olympiques d'été de 2020 à Tokyo.